# 키엘달법
분석화학에서의 키엘달법 또는 키엘달 소화(Kjeldahl Method 또는 Kjeldahl Digestion)는 유기 물질에 포함된 질소와 무기 화합물인 암모니아와 암모늄(NH3/NH4+)에 함유된 질소의 정량적 결정을 위한 방법이다. 이 방법은 1883년 Johan Kjeldahl에 의해 개발되었다.

## 방법
이 방법은 360~410°C에서 농축 황산(H2SO4)으로 시료를 가열하는 과정으로 구성되어 있으며 환원된 질소를 황산 암모늄으로 방출하기 위해 산화시켜 유기 시료를 분해한다. 셀레늄, 황산 수은(Hg2SO4), 황산 구리(CuSO4)와 같은 촉매는 분해를 촉진하기 위해 첨가된다. 또한 황산 나트륨(Na2SO4)는 황산(H2SO4)의 끓는점을 증가시키기 위해 첨가된다. 아래는 키엘달법이 묘사된 그림이다.
| 켈달 소화 | 킬달 증류 |

리비히 냉각기의 말단은 알려진 부피의 표준산(알려진 농도의 산)에 담근다. 종종 암모니아가 과량의 붕산(H3BO3)과 같은 약산이 사용된다. 표준화 된 염화 수소(HCl), 황산(H2SO4), 다른 강산을 대신 사용할 수 있지만 드물게 사용된다. 이어서 샘플 용액을 소량의 수산화 나트륨(NaOH)으로 증류 시킨다. 낙하 깔때기와 함께 수산화 나트륨를 첨가 할 수도 있다. 수산화 나트륨는 암모늄(NH4+)을 암모니아 (NH3)와 반응시켜 샘플 용액을 비등시킨다. 암모니아는 표준산 용액을 통해 거품을 일으키고 약하거나 강한 산으로 암모늄염과 다시 반응한다.
산 용액 중의 암모늄 이온 농도, 즉 샘플 중의 질소량은 적정을 통해 측정된다. 붕산(또는 다른 약산)이 사용된 경우, 직접 산-염기 적정을 사용한다. 염산 또는 황산을 사용할 수 있다. 강한 산을 사용하여 표준산 용액을 만드는 경우 간접 역적정이 대신 사용된다. 알려진 농도의 강한 염기(NaOH와 같은)를 사용하여 용액을 중화한다. 이 경우 암모니아의 양은 염산의 양과 수산화 나트륨의 차이로 계산된다. 직접 적정의 경우 적정을 방해하지 않기 때문에 정확한 양의 약산(붕산)을 알 필요가 없다. 따라서 하나(예 : 직접 적정의 경우 HCl) 또는 두개(예 : 역적정의 염산 및 수산화 나트륨)의 표준 솔루션이 필요하다.
실제로 이 분석은 대부분 자동화되어 있다. 특정 촉매는 분해를 가속화한다. 원래 선택된 촉매는 수은 산화물이었다. 그러나 매우 효과적이었지만 건강의 문제로 인해 황산구리로 대체되었다. 황산구리는 수은 산화물만큼 효율적이지 않았으며, 단백질 함량이 낮았다.

## 적용
키옐달법의 보편성, 정밀성 및 재현성은 식품의 단백질 함량을 추정하는 국제적으로 인정된 방법이 되었다. 또한 토양, 폐수, 비료 및 기타 물질을 분석하는 데 사용된다. 그러나 단백질의 질소 외에 비단백질 질소를 측정하기 때문에 진정한 단백질 함량을 측정하지는 않는다. 이는 2007년 애완 동물 사료 사건과 2008년 중국산 유제품 멜라민 오염사건을 통해 질소가 풍부한 화학 물질인 멜라민이 고단백질 함량을 위조하기 위해 원료에 첨가되었을 때의 의해 입증된다. 또한 상이한 아미노산 서열을 설명하기 위해 상이한 단백질에 대해 상이한 보정 인자가 필요하다. 고온에서 농축된 황산을 사용해야 할 필요성 및 비교적 긴 시험 시간(1시간 이상)과 같은 추가적인 단점은 조단백질 함량을 측정하기 위한 듀마스법과 비교하여 바람직하지 않다.

### 총 키옐달 질소
총 키옐달 질소 또는 TKN은 토양, 물 또는 폐수의 화학 분석에서 유기 물질, 암모니아(NH3-N) 및 암모늄(NH4+-N)에 결합 된 질소의 합이다. 오늘날 TKN은 많은 처리 공장에서 규제 보고를 위한 필수 매개 변수이며 플랜트 운영을 모니터링하는 수단으로 사용된다.

### 전환 계수
TKN은 종종 식품 시료에서 단백질의 대체물로 사용된다. TKN에서 단백질로의 전환은 샘플에 존재하는 단백질의 유형과 아르기닌 및 히스티딘과 같은 질소성 아미노산으로 구성되는 단백질의 일부에 달려있다. 그러나 변환 계수의 범위는 비교적 좁다.

## 같이 보기
- 뒤마법